# Mario Costella
Mario Francesco Costella (Genova, 14 maggio 1893 – Genova, 16 maggio 1973) è stato un calciatore italiano, di ruolo difensore o attaccante.

## Carriera
Cresciuto nel Fiorente FC, nel 1920 viene ingaggio dall'Andrea Doria con cui gioca la stagione 1920-1921 ottenendo il terzo posto del girone B delle semifinali nazionali.
L'anno seguente passa al Genoa, dove rimane quattro stagioni, conquistando due scudetti.
Terminata l'esperienza rossoblu, nel 1925 passa al Savona e l'anno dopo alla Sestrese, dove chiude la carriera agonistica.

## Palmarès

### Club

#### Competizioni nazionali
- Campionato italiano: 2

Genoa: 1922-1923, 1923-1924